# Hôn nhân cùng giới ở Alagoas
Hôn nhân cùng giới được hợp pháp ở bang Alagoas của Brasil. Vào ngày 7 tháng 12 năm 2011, Tòa án Tư pháp Alagoas đã phán quyết rằng các cuộc hôn nhân cùng giới có thể được thực hiện trong tiểu bang. Phán quyết này có hiệu lực sau khi công bố, xảy ra vào ngày 6 tháng 1 năm 2012. Điều này khiến Alagoas trở thành bang đầu tiên ở Brasil cho phép các cặp vợ chồng đồng tính kết hôn. Các cuộc hôn nhân dân sự đã được thực hiện hợp pháp tại bang kể từ tháng 5 năm 2011 do phán quyết của Tòa án Tối cao Liên bang.
Vào ngày 17 tháng 1 năm 2012, một cặp vợ chồng nam đã sống chung với nhau trong gần 25 năm đã trở thành cặp vợ chồng cùng giới thứ hai kết hôn trong tiểu bang và là người đầu tiên làm kể từ khi có phán quyết mới. Trước đó, một cặp vợ chồng đồng tính nữ đã có thể có cuộc hôn nhân dân sự của họ chuyển đổi thành hôn nhân.